# Fascia (Antiquité)
Pour les articles homonymes, voir Fascia (homonymie).

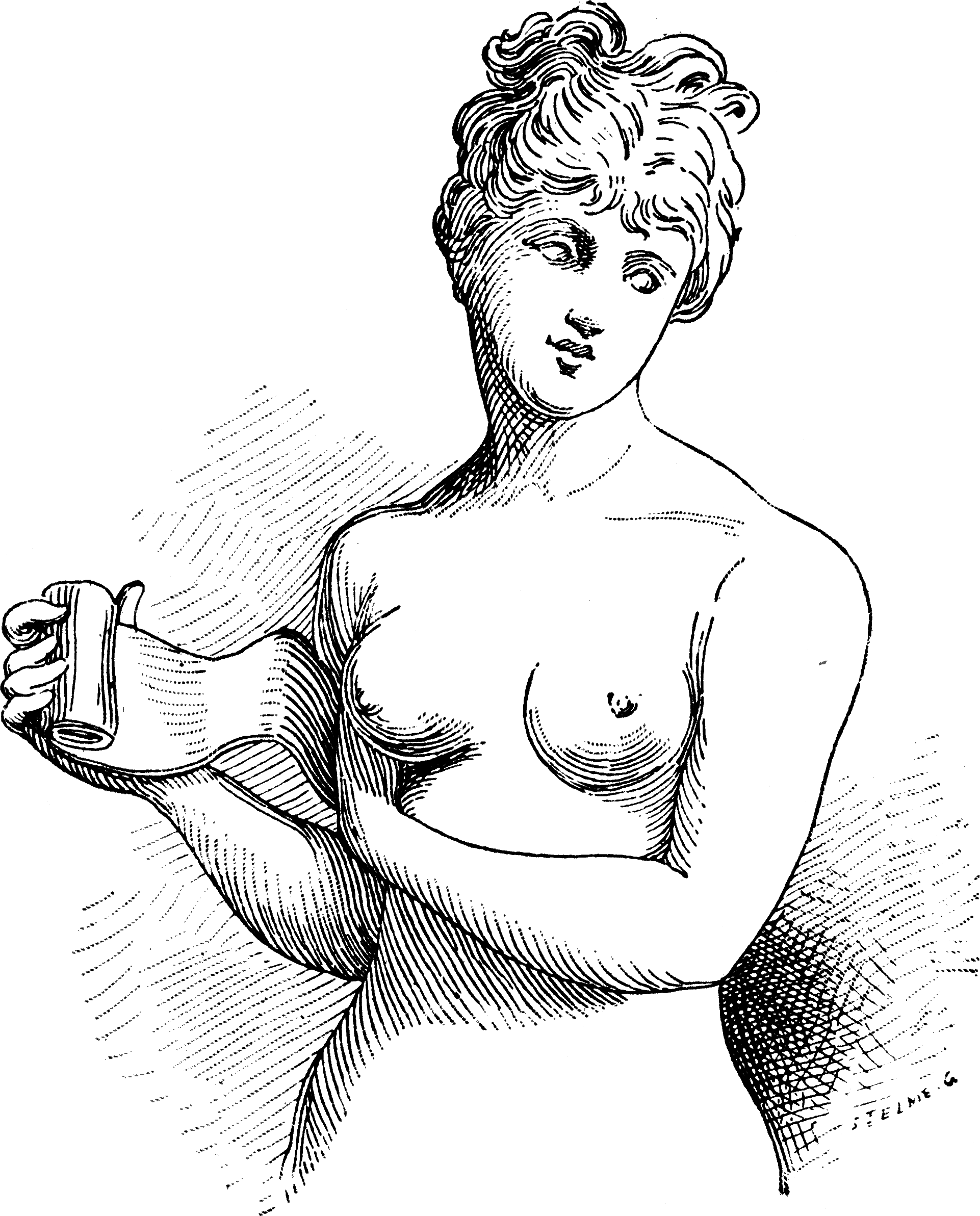
Stéthodesme ou fascia, d’après une statue antique.

Fascia est un mot latin qui désigne :
- Dans un sens général, toute bande d'étoffe longue et étroite employée comme bandage : par exemple les bandes molletières (fasciae crurales), les langes (spargana) dans lesquels les anciens avaient coutume d'envelopper les corps des enfants nouveau-nés[2]. Ils consistaient en une longue et étroite bande d'étoffe repliée, comme dans une momie, autour du corps de la tête aux pieds, de manière à ne laisser de découvert que la figure.
- le bandeau porté sur la tête comme emblème de la royauté[3] ; on l'appelait spécialement diadema, mot grec synonyme.
- (gr. apodêsmos). Bandage attaché autour de la poitrine des jeunes filles pour arrêter par la pression le développement du sein[4] ; on regardait comme essentiel à la beauté et à la grâce d'une jeune femme de comprimer ainsi la gorge. On portait ce bandage sur la peau. Mais il ne faut pas croire qu'il fût une partie du vêtement ordinaire, ni que l'usage en fût général, en Grèce ou en Italie ; il n'était employé que par des personnes exposées à un développement excessif ou donné par des mères à leurs filles quand elles étaient trop préoccupées de leur beauté[5].